# Dave McClain
Dave McClain (Wiesbaden, 24 ottobre 1965) è un batterista statunitense membro della band Sacred Reich ed ex membro della band Machine Head nella quale ha militato per 23 anni.

## Biografia
Dave entrò nel gruppo Machine Head dopo l'uscita di Chris Kontos dalla band, avvenuta poco dopo la pubblicazione del disco Burn My Eyes. È stato anche membro dei Sacred Reich e dei S.A. Slayer.
McClain utilizza una svariata quantità di diversi suoni nei suoi brani, utilizzando la doppia cassa in modo molto tecnico e uniforme, battendo i pedali con grande velocità e potenza. Per queste ragioni, McClain è considerato come un batterista di alto livello ed è uno dei batteristi più stimati del metal attuale.

## Equipaggiamento

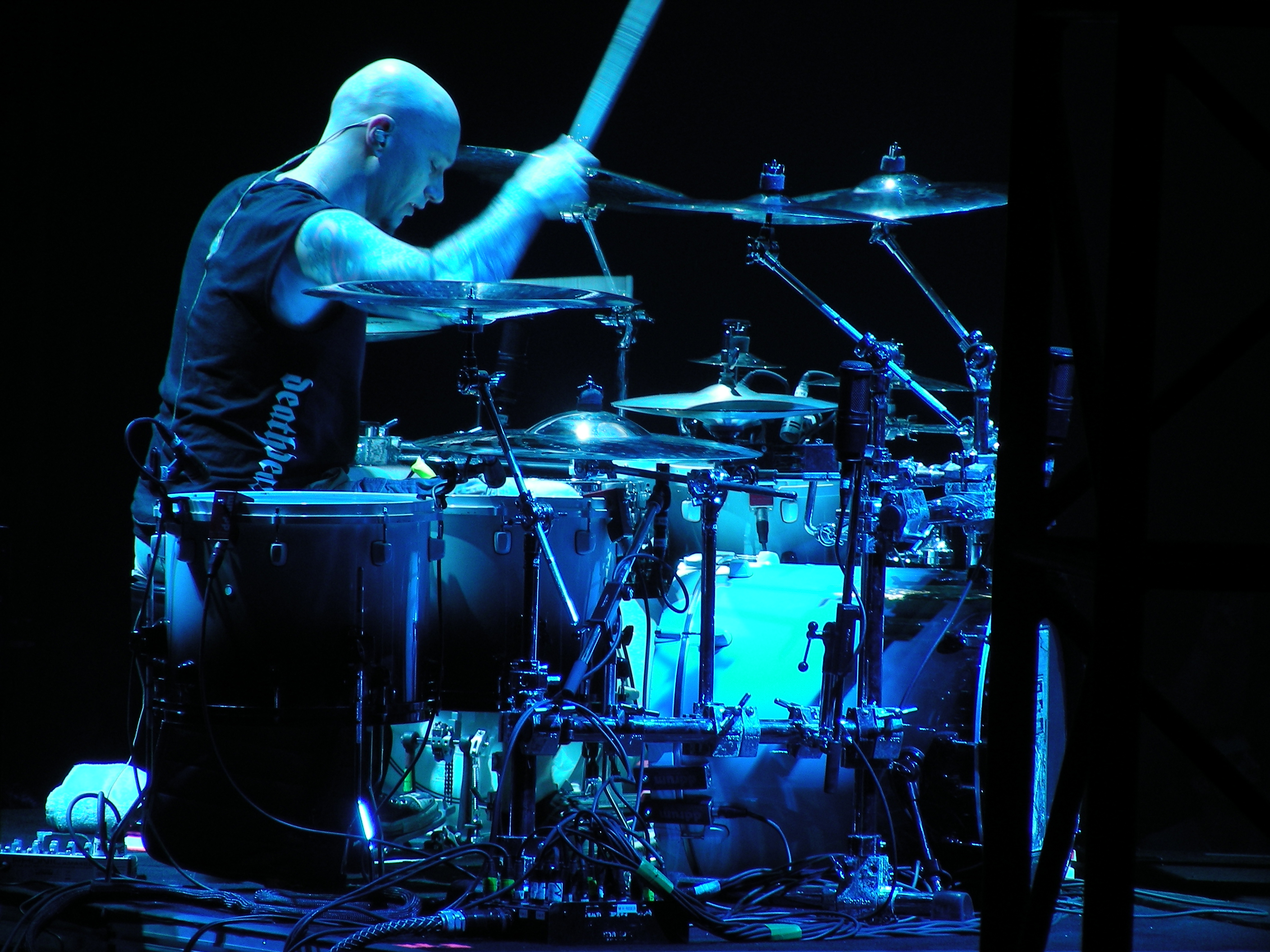
Dave McClain nel concerto del 30 marzo 2009 (Death Magnetic Tour, Ahoy di Rotterdam)

Dave è attualmente endorser delle pelli Remo, batterie e hardware Yamaha, elettroniche DDrum e piatti Zildjian. Usa inoltre le bacchette Zildjian 5B Natural Wood Tip. Precedentemente è stato endorser Tama, Pearl and DDrum.

## Discografia

### Con i Sacred Reich
- 1990 – A Question (EP)
- 1993 – Independent
- 1995 – Hempilation (Freedom In Norml) (compilation, presenti con il brano "Sweet Leaf")
- 1996 – Heal
- 2019 – Awakening

### Con i Machine Head
- 1997 – The More Things Change...
- 1999 – The Burning Red
- 2000 – Nativity in Black II (album tributo ai Black Sabbath, presenti con il brano "Hole In The Sky")
- 2000 – Year of the Dragon (EP)
- 2001 – Supercharger
- 2002 – Hellalive (album dal vivo)
- 2004 – Through the Ashes of Empires
- 2007 – The Blackening
- 2011 – Unto the Locust
- 2012 – Machine Fucking Head Live (album dal vivo)
- 2014 – Bloodstone & Diamonds
- 2018 – Catharsis
- 2002 – Live at Dynamo Open Air 1997 (album dal vivo)

### Altri
- 1983 – S.A. Slayer - Prepare to Die (EP)
- 1987 – Catalepsy - Evil Within
- 1988 – S.A. Slayer - Go for the Throat
- 1988 – Fisc - Handle with Car
- 1989 – Murdercar - Murdercar (demo autoprodotto)
- 1990 – Murdercar - Nation of Fools / Mirage of Blood / Glamour in the Pit (demo)

### Collaborazioni
- 1990 – Artisti Vari – Metal Massacre Ten (batteria nel brano Mirage Of Blood dei Murdercar)
- 2005 – Roadrunner United - The All-Star Sessions (batteria nel brano "No Mas Control")
- 2009 – Artisti Vari - A Song For Chi (singolo) (batteria)
- 2019 – David Ellefson - Sleeping Giants (batteria nel brano "Hammer")
- 2019 – David Ellefson - No Cover (batteria nei brani Freewheel Burning, Tear It Loose)